# Бетлехем (Њу Хемпшир)
Бетлехем (енгл. Bethlehem) насељено је место без административног статуса у америчкој савезној држави Њу Хемпшир.

## Демографија
По попису из 2010. године број становника је 972.
| Група             | 2000.    | 2010.       |
| Белци             | 0 (0,0%) | 926 (95,3%) |
| Афроамериканци    | 0 (0,0%) | 1 (0,1%)    |
| Азијати           | 0 (0,0%) | 2 (0,2%)    |
| Хиспаноамериканци | 0 (0,0%) | 28 (2,9%)   |
| Укупно            | 0        | 972         |